# Santa Bárbara (Costa Rica)
Santa Bárbara è un distretto della Costa Rica, capoluogo del cantone omonimo, nella provincia di Heredia.
Santa Bárbara comprende 2 rioni (barrios):
- Santa Bárbara
- Trompezón